# Giro Mediterraneo Rosa
 (décembre 2024).
Si vous disposez d'ouvrages ou d'articles de référence ou si vous connaissez des sites web de qualité traitant du thème abordé ici, merci de compléter l'article en donnant les références utiles à sa vérifiabilité et en les liant à la section « Notes et références ».
Le Giro Mediterraneo Rosa est une course cycliste féminine par étapes disputée en Italie. Créé en 2023, il fait partie du calendrier de l'Union cycliste internationale en catégorie 2.2. 
La course par étapes a lieu pour la première fois en 2023 en tant que course du calendrier national. La course est inscrite au calendrier des courses UCI depuis 2024 et est classée dans la catégorie 2.2. Le parcours traverse plusieurs tronçons de la région de Calabre, dans le sud de l'Italie.

## Palmarès
| Année | Vainqueur         | Deuxième            | Troisième      |
| ----- | ----------------- | ------------------- | -------------- |
| 2023  | Carlotta Cipressi | Beatrice Rossato    | Silvia Zanardi |
| 2024  | Lara Gillespie    | Federica Venturelli | Giada Borghesi |
| 2025  |                   |                     |                |